# Клаузен, Клаус
Клаус Клаузен (нем. Claus Clausen; 15 августа 1899, Айзенах — 25 ноября 1989, Эссен) — немецкий актёр театра и кино. Сын писателя Эрнста Клаузена.

## Биография
Участник Первой мировой войны, в 1920 году дебютировал в Веймарском национальном театре по окончании школы. Играл в театрах Геры, Цюриха, в берлинском театре Фольксбюне и Новом драматическом театре в Кёнигсберге. Дебютировал в кино в роли лейтенанта в фильме «Западный фронт 1918» режиссёра Георга Вильгельма Пабста. В 1933 году пришедшие к власти национал-социалисты запретили этот фильм за пацифизм. А Клаузен снялся в одном из первых пропагандистских фильмов режима — «Юный гитлеровец Квекс» Ханса Штайнхофа. 
С 1933 по 1938 год актёр служил в Немецком театре, а затем в Прусском государственном театре и до 1944 года в берлинском театре имени Шиллера. В 1949 году занялся режиссурой, в частности, в берлинском театре имени Хеббеля. После войны работал в театрах Западной Германии — в Бохуме, Бонне, Эссене, Ганновере, Вунзиделе и Вуппертале.

## Фильмография
- 1930: Западный фронт 1918 — Westfront 1918
- 1930: Cyankali
- 1930: Skandal um Eva
- 1931: Berge in Flammen
- 1933: Юный гитлеровец Квекс / Hitlerjunge Quex — банфюрер Касс
- 1934: Старый король, молодой король / Der alte und der junge König — король Пруссии Фридрих Великий
- 1939: Der Feuerteufel
- 1939: Ein Robinson
- 1940: Mein Leben für Irland
- 1941: Великий король / Der große König — принц Генрих Старший
- 1943: Der Verteidiger hat das Wort
- 1943/44: Кольберг / Kolberg — король Пруссии Фридрих Вильгельм III
- 1952: Des Teufels Erbe
- 1955: Der Cornet — Die Weise von Liebe und Tod
- 1968: Bel Ami